# 1865 Cerberus
1865 Cerberus este un asteroid din apropierea Pământului și care intersectează orbita planetei Marte.

## Descoperirea astreroidului
Asteroidul a fost descoperit de astronomul ceh Luboš Kohoutek, la data de 26 octombrie 1971.

## Denumirea asteroidului
În 1974 a primit numele câinelui monstruos Cerber, din mitologia greacă.

## Caracteristici
1865 Cerberus are un diametru de circa  1,2 km. Prezintă o orbită caracterizată de o axă semimajoră egală cu 1,0799982 u.a. și de o excentricitate de 0,4669002, înclinată cu 16,09237° în raport cu ecliptica.
Cerberus a trecut sau va trece la mai puțin de 30.000.000 de kilometri de Terra în 7 rânduri, între anii 1900 și 2100, de fiecare dată la o distanță cuprinsă între 24,4 și 25,7 de milioane de kilometri (adică de 63 până la 67 de ori distanța de la Pământ la Lună), fapt ce nu prezintă niciun pericol pentru planeta noastră.